# Orchis simia
Orchis simia es orquídea de hábito terrestre que se distribuye por el occidente de Europa y norte de África.

## Descripción
|  |  |  |  |
|  |  |  |  |
|  |  |  |  |

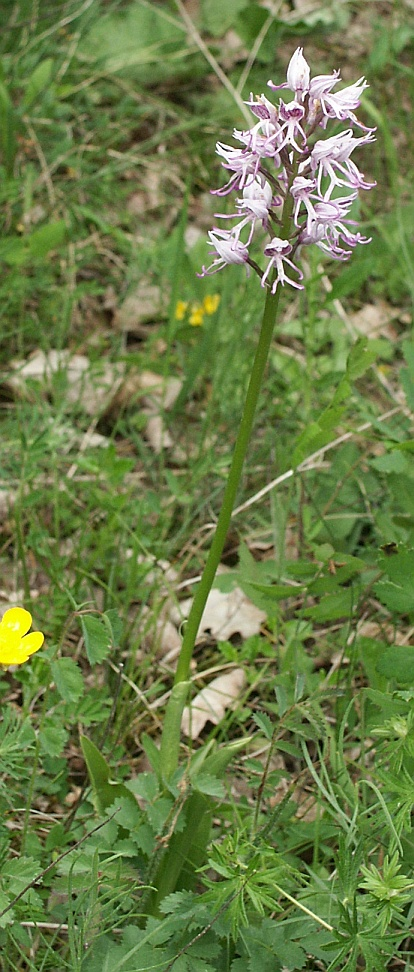
Orchis simia - planta.

Las hojas son oblongas con una longitud de 50 m, crecen desde los nódulos subterráneos que tienen un tamaño máximo de 6 cm y son redondos. Las inflorescencias que son erectas en espiga, salen de la roseta basal de hojas estando cubierto el tallo por una bráctea color verde claro.
Presenta una densa floración con flores pequeñas. Los tres sépalos son iguales en tamaño estando soldados por los lados quedando los ápices sueltos, estos extremos sueltos son muy finos y los dos laterales se curvan a cada lado el central se arquea hacia abajo. Forman una especie de gorra que cubre la columna. Los sépalos presentan un color blanco rosado uniforme en el haz. En el envés presentan unas rayas color púrpura.
El labelo sobresale debajo de la gorra 3/4 partes es del mismo color rosa que los sépalos. El labelo presenta cinco lóbulos que hacen la forma de un cuerpo con dos patas, un rabo y dos brazos. La parte central del labelo es más estrecha que en Orchis militaris. Tiene además dos pétalos muy reducidos en el interior que no se observan a simple vista aunque en algunas variedades sobresalen ligeramente bajo la gorra. Florece desde marzo hasta junio. El color puede variar desde blanco a diferentes tonos de rosa y púrpura.

## Hábitat
Se desarrolla en prados y terrenos a la luz solar directa o media sombra.
Se encuentran en Francia, España, Portugal, Italia y norte de África.

## Taxonomía
Orchis simia fue descrita por Jean-Baptiste Lamarck  y publicado en Flore Françoise 3: 507. 1778[1779].
Etimología
Estas  orquídeas reciben su nombre del griego όρχις "orchis", que significa testículo, por la apariencia de los tubérculos subterráneos en algunas especies terrestres. La palabra 'orchis' la usó por primera vez  Teofrasto (371/372 - 287/286 a. C.), en su libro  "De historia plantarum" (La historia natural de las plantas). Fue discípulo de Aristóteles y está considerado como el padre de la Botánica y de la Ecología.
simia: epíteto que hace referencia al parecido de su flor con un mono. 
Sinonimia
- Orchis tephrosanthos Vill. (1779)
- Orchis cercopitheca Poir. (1798)
- Orchis zoophora Thuill. (1799)
- Orchis militaris Sm. (1808)
- Orchis smithii Sweet (1826)
- Orchis macra Lindl. (1835)
- Orchis linearis Tourlet (1903)
- Orchis taubertiana B.Baumann & H.Baumann (2001)